# Eden Island
Eden Island – niezamieszkana wyspa w Zatoce Frobishera, w Archipelagu Arktycznym, w regionie Qikiqtaaluk, na terytorium Nunavut, w Kanadzie. W pobliżu Eden Island położone są wyspy: Scalene Island, Daniel Island, Fletcher Island, Redan Island i Falk Island.